# Souligné-sous-Ballon
Souligné-sous-Ballon é uma comuna francesa na região administrativa do País do Loire, no departamento de Sarthe. Estende-se por uma área de 12.76 km². Em 2010 a comuna tinha 1 229 habitantes (densidade: 96,3 hab./km²).